# Албашир Муктар
Албашир Муктар (фр. Albachir Mouctar, арап. البشير مختار; 1. мај 1995) нигерски је пливач чија специјалност су спринтерске трке делфин и слободним стилом. Вишеструки је национални првак и рекордер и један од најбољих нигерских пливача у историји пливања те земље. Током каријере учествовао је на бројним међународним такмичењима, укључујући светска првенства и Олимпијске игре.

## Спортска каријера
Прво велико такмичење на ком је Муктар учествовао је било светско првенство у руском Казању 2015. где је у квалификацијама трке на 50 слободно заузео 101. место у конкуренцији 115 такмичара.
Годину дана касније по први пут је наступио на Олимпијским играма пошто је у Рију пливао у квалификацијама трке на 50 слободно испливао време новог националног рекорда од 26,56 секунди, што је било довољно за 70. место у конкуренцији 85 пливача.
Муктар је учествовао и на светским првенствима у Будимпешти 2017 (76. на 50 делфин и 109. на 50 слободно) и Квангџуу 2019 (83. на 50 делфин и 112. на 100 слободно).
Наступио је и на Афричким играма 2019. у Казабланци.